# Nécropole nationale de Pargny-sur-Saulx
 (janvier 2016).
Si vous disposez d'ouvrages ou d'articles de référence ou si vous connaissez des sites web de qualité traitant du thème abordé ici, merci de compléter l'article en donnant les références utiles à sa vérifiabilité et en les liant à la section « Notes et références ».
La nécropole nationale de Pargny-sur-Saulx  est un cimetière regroupant les tombes de soldats tombés lors de la Première Guerre mondiale et construit en 1919 située à Pargny-sur-Saulx, dans la Marne.

## Description
Le cimetière militaire abrite les tombes de 284 soldats français et un ossuaire de soldats tués pendant la Première Guerre mondiale sur 1 459 m2. Il accueille aussi trois soldats français tombés pendant la Seconde Guerre mondiale et un soldat britannique.
Il y a été aménagé  après la Première bataille de la Marne.
Il dépend de la direction régionale des Anciens Combattants et Victimes de guerre se trouvant à la cité administrative de Metz, rue du Chanoine Collin.

## Galerie de photographies

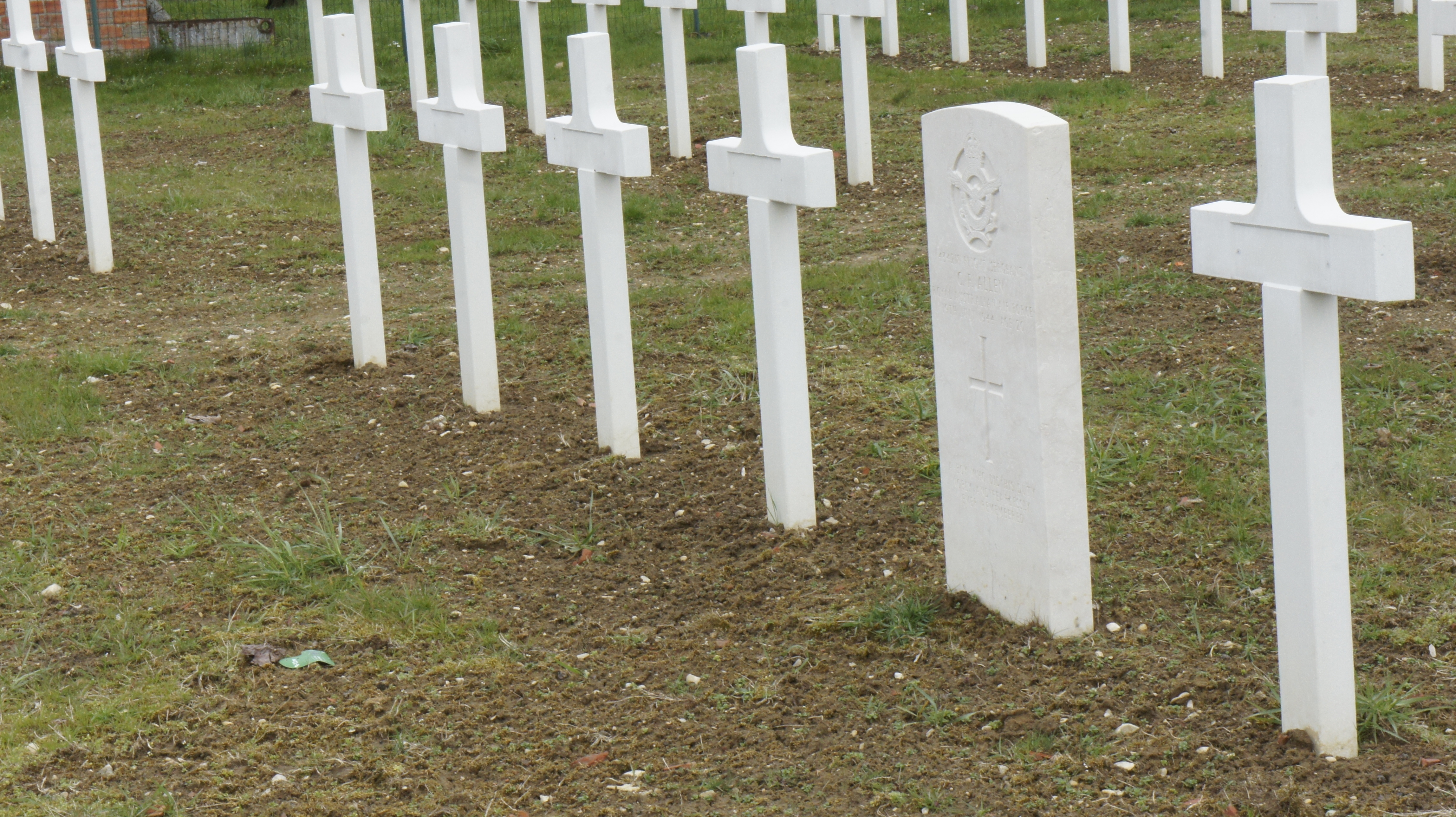
Tombe d'un soldat britannique.
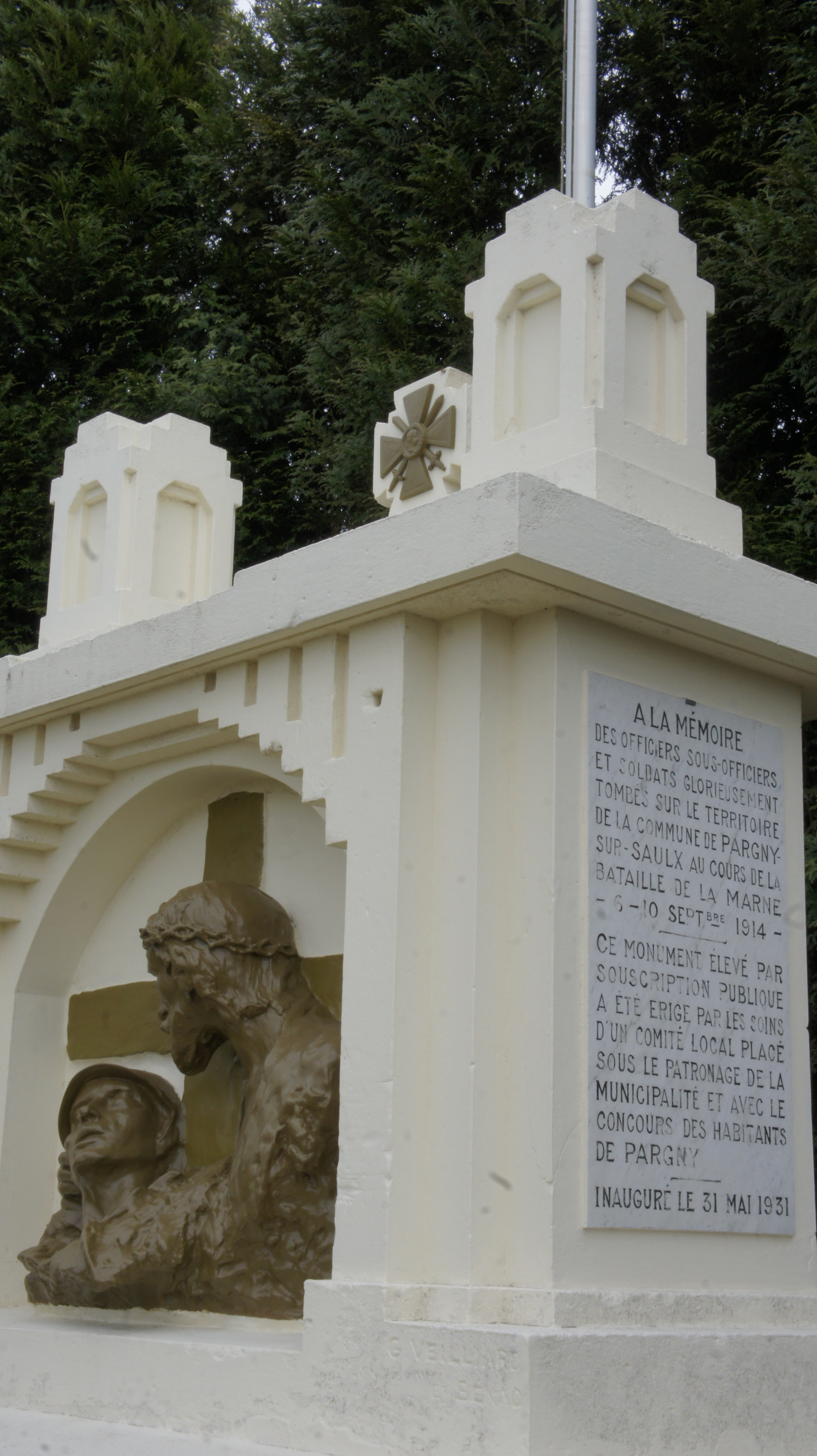
monument aux combats du 6 au 10 septembre 1914 de la 5e brigade d'infanterie.

### lien externe
- Site gouvernemental